# Notazione mensurale
La notazione mensurale è la notazione musicale  che fu usata dall'ultima parte del XIII secolo fino alla parte finale dell’Seicento. Mensurale si riferisce alla capacità di questo sistema di rappresentare ritmi complessi con grande esattezza e flessibilità. La notazione mensurale fu il primo sistema, nella musica europea, che usava delle note che indicavano in modo preciso la durata della loro esecuzione (valore della nota). Essa è differente rispetto alla precedente notazione modale che fu il primo sistema usato per la rappresentazione dei ritmi.
La notazione mensurale è strettamente collegata con il successivo periodo tardo medioevale dell'Ars nova e delle scuole franco fiamminga, tedesca e del Rinascimento. Il termine fu coniato nel XIX secolo in riferimento all'uso della teoria musicale medioevale di cui al trattato Ars cantus mensurabilis ("L'arte del canto misurato") di Francone da Colonia (c. 1280).

## Valore delle note
Il valore base delle note nella notazione mensurale è uguale a quello della notazione moderna. La notazione mensurale usava:
- La breve che equivale alla doppia nota
- La semibreve che ha il valore di una nota intera
- La minima che vale 1/2
- La semiminima che vale 1/4
- La croma che vale un 1/8
- La semicroma che vale 1/16
- La biscroma che vale 1/32
- La semibiscroma che vale 1/64
- La fusa o fusilla che vale 1/128

Vi erano ancora due valori più grandi e cioè la longa e la maxima.
Le differenze fra la notazione mensurale e quella moderna sono in parte superficiali ed in parte determinanti:
- Le note erano rappresentate con la testa quadrata anziché ovale ed il gambo della nota partiva dal centro della stessa invece che dalla sua circonferenza. Prima della metà del XV secolo tutte le note erano rappresentate con la testa piena (notazione nera) ma dopo questo periodo le note di maggior valore verranno rappresentate con la testa vuota (notazione bianca).

- Ogni nota aveva un valore temporale minore rispetto alla corrispondente attuale. Ciò perché nel corso degli anni i compositori utilizzarono note di minor durata temporale per far fronte alle nuove esigenze di scrittura e le vecchie note più lunghe passarono presto in disuso. Così per il valore intero della nota base si passò dalla longa alla breve alla fine del XIII secolo e dalla breve alla semibreve dal XIV al XV secolo. Quella che all'inizio era la nota più corta in durata, divenne così il valore intero ovvero la nota di maggior valore del sistema.

- Mentre nella notazione moderna il rapporto fra una nota e la sua successiva è sempre di 2:1, nella vecchia notazione questo rapporto era più flessibile. I principali valori del sistema, (maxima, longa, breve e semibreve) potevano contenere anche tre o due note, di valore minore, al loro interno. Quindi le note potevano essere triplex (perfecta) o duplex (imperfecta) a seconda del contesto della scrittura musicale, un sistema simile al tempo dell'attuale scrittura.

- Le sequenze erano rappresentate da note del massimo valore (maxima, longa, breve e semibreve) unite fra loro da una legatura di valore.

- Il rigo musicale non esisteva ancora e le note erano segnate a margine del testo.

## Contesto di dipendenza delle note di maggior valore
Allo scopo di capire perché le note hanno il triplex (perfetto) e il duplex (imperfetto) valore determinato dal contesto della scrittura, occorre guardare all'evoluzione della notazione musicale nei confronti della notazione medioevale e di quella precedente. Molte musiche fra il XIII e XIV secolo seguivano un andamento equivalente a 6/4 della notazione moderna. Le melodie erano pertanto rappresentate con semibrevi puntate, o alternando mezze note a quarti di nota o gruppi di note da tre quarti. Ad iniziare da Francone da Colonia nel tardo XIII secolo, queste erano rappresentate usando la longa e la breve. In termini più semplici quando una longa serviva a contenere un gruppo metrico triplex (perfetto), nelle vicinanze si trovava un'altra longa o un gruppo completo di tre brevi. Comunque quando una longa era seguita o preceduta da una singola nota corta formavano una sequenza di un 1/2 ed 1/4 raggruppati. In questo modo la longa deve essere ridotta al valore di due note (imperfetto). Infine quando vi erano solo due brevi fra due longa queste dovevano assumere la funzione di un gruppo metrico triplex. Questo era fatto per allungare (alterare) il valore della seconda breve al valore di due risultando così un ritmo sincopato opposto all'altro gruppo di longa e nota corta.